# Sant'Efisio
Efisio (Efis in sardo; Elia, 250 – Nora, 15 gennaio 303) è stato un martire cristiano sotto Diocleziano, venerato come santo dalla Chiesa cattolica. Il suo culto è molto diffuso nel sud della Sardegna, l'isola dove subì il martirio.

## Agiografia
Nacque ad Elia, alle porte di Antiochia in Asia minore, nel 250 d.C. da madre pagana e padre cristiano. Perduto il padre in giovane età, la madre lo educò ai culti orientali. Questa formazione lo portò ad arruolarsi nell'esercito imperiale e, di conseguenza, a combattere i cristiani, perseguitati da Diocleziano.
La svolta nella sua vita avvenne, secondo la tradizione, dopo essersi trasferito in Italia al seguito dell'esercito. Durante una notte gli apparve una croce che risplendeva fra le nuvole: mentre contemplava questo straordinario fenomeno, la voce di Gesù dal cielo gli rimproverò la sua persecuzione. Dopo questa visione il giovane soldato si convertì e lasciò l'esercito; giunto a Gaeta si fece battezzare.
Decise quindi di annunciare il Vangelo ai pagani. Avendo saputo che in Sardegna il paganesimo era ancora diffuso, andò nell'isola a predicare. Da Cagliari scrisse addirittura una lettera all'imperatore invitandolo a convertirsi alla fede cristiana. Diocleziano, sbigottito, ordinò la sua condanna a morte.
Imprigionato, fu crudelmente torturato. In quell'occasione avvenne un prodigio: le ferite si rimarginarono completamente e spontaneamente. La notizia del prodigio corse presso la popolazione, provocando una conversione di massa al cristianesimo.
Efisio fu messo a morte sul patibolo a Nora (circa 40 km da Cagliari) il 15 gennaio 303. Prima di morire invocò la protezione divina sul popolo sardo.

## Il culto

### A Cagliari e a Pula
Efisio viene venerato a Cagliari, nella chiesa stampacina a lui intitolata, e in particolare a Pula, nella chiesetta romanica costruita sulla spiaggia di Nora dove, secondo la tradizione, il santo subì il martirio per decapitazione.
Festeggiamenti in onore di sant'Efisio si tengono principalmente due volte all'anno: il 15 gennaio, giorno in cui la Chiesa cattolica ne ha fissato sul calendario la Memoria Liturgica, ed il 1º maggio, la festa grande, quando la statua del santo viene portata in processione fino a Nora per sciogliere un voto fattogli dalla municipalità nel 1656 affinché liberasse Cagliari dalla peste.
In altre due occasioni il simulacro del santo viene portato in processione per le vie cittadine, in entrambi i casi per adempiere ad altrettanti voti: la sera del Giovedì santo, nella tradizionale visita a sette chiese storiche, e il giorno di Pasquetta, quando la statua viene portata sino alla cattedrale per sciogliere un altro voto, quello risalente al 1793, quando la città venne risparmiata dai bombardamenti delle navi da guerra della Francia rivoluzionaria. Al termine di quest’ultima processione viene solennemente benedetto il giogo dei buoi che trainerà il cocchio del santo durante la processione del 1º maggio.
Tutti gli eventi legati al culto di sant'Efisio a Cagliari e a Pula vedono protagonista l'Arciconfraternita del Gonfalone e di sant'Efisio Martire, con sede nella chiesa di Stampace, preposta principalmente alla promozione della devozione al santo.
Il 12 maggio 2011 le reliquie di sant'Efisio vengono finalmente consegnate alla città di Cagliari nel corso di una solenne celebrazione eucaristica. Sino a questo momento erano custodite a Pisa.

#### Festa di Sant'Efisio
La festa di sant'Efisio martire (sant'Efis su martiri gloriosu) che si svolge a Cagliari e a Pula è una delle feste più importanti della Sardegna, e una tra le processioni a piedi più lunghe d'Europa, misurando quasi 80 km. La festa cade il 1º maggio. Da Cagliari la statua del santo viene trasportata dai fedeli in processione verso Pula passando attraverso Capoterra, Sarroch e Villa San Pietro. Da Pula viene poi condotta a Nora dove si trova l'antica chiesa che prende nome del Santo. Dopo due giorni di preghiere la statua riparte in processione alla volta di Cagliari.
Nel 1656, dopo la terribile ondata di peste che sconvolse la città di Cagliari, la cerimonia in onore del santo assunse i fasti che a tutt'oggi si possono osservare. Durante l'epidemia di peste, sempre nel 1656 i consiglieri cagliaritani legarono la città al voto perpetuo di celebrare annualmente Sant'Efisio per ringraziarlo della salute ritrovata e fu scelto il mese di maggio proprio perché simbolo di rigenerazione della natura.

### A Pisa
Il santo è molto venerato a Pisa, dove lo si festeggia solennemente il 13 novembre. Fino a non molto tempo fa, le reliquie venivano esposte in occasione della Domenica in Albis.
L'altare detto "di San Ranieri", nel duomo, era originariamente dedicato ai santi Efisio e Potito: venne consacrato nel 1119 da papa Callisto II. In esso sono presenti due sculture marmoree, opera di Battista Lorenzi e Paolo Guidotti, che rappresentano appunto i due santi.
Anche nel Campo Santo monumentale, il quarto monumento della Piazza del Duomo di Pisa, si ricorda il martire sardo: alcuni affreschi di Spinello Aretino, realizzati tra il 1390 e il 1391, raffigurano varie scene della vita di Efisio.